# Senecio echaetus
Senecio echaetus là một loài thực vật có hoa trong họ Cúc. Loài này được Y.L.Chen & K.Y.Pan miêu tả khoa học đầu tiên năm 1981.